# Purandhi Corona
Purandhi Corona est une corona, formation géologique en forme de couronne, située sur la planète Vénus par 26,1° N et 343,5° E. Elle est localisée dans le quadrangle de Sedna Planitia. Elle a été nommée en référence à Purandhi, déesse hindoue de l'abondance. 

## Géographie et géologie
Purandhi Corona couvre une surface circulaire d'environ 170 km de diamètre. 